# Банк Португалии
Банк Португалии (порт. Banco de Portugal) — центральный банк Республики Португалия. Был учреждён королевским указом 19 ноября 1846 года в качестве коммерческого банка и банка-эмитента; произошло это в результате слияния Banco de Lisboa и компании Companhia de Confiança Nacional, инвестиционной компании, специализирующейся в финансировании государственных долгов. Банк осуществляет эмиссию законных платёжных средств, которые определяются как национальные валюты — реалов до 1911 года, эскудо с 1911 до 1998 и евро с 1999 года.
После национализации в сентябре 1974 года и принятия нового Органического закона (порт. Lei Orgânica) в 1975 году, Banco de Portugal был впервые ответственен за надзор над банковской системой.
Этот банк является неотъемлемой частью Европейской системы центральных банков, которая была основана в июне 1998 года. Главный офис находится в Лиссабоне, в Порту — филиал, в автономных регонах (Азоры и Мадейра) — региональные представительства, региональные агентства в Браге, Визеу, Коимбре, Каштелу-Бранку, Эворе и Фару.
Генеральным управляющим в 2010—2020 годах был Карлуш да Силва Кошта (Carlos da Silva Costa).